# Matías Schulz

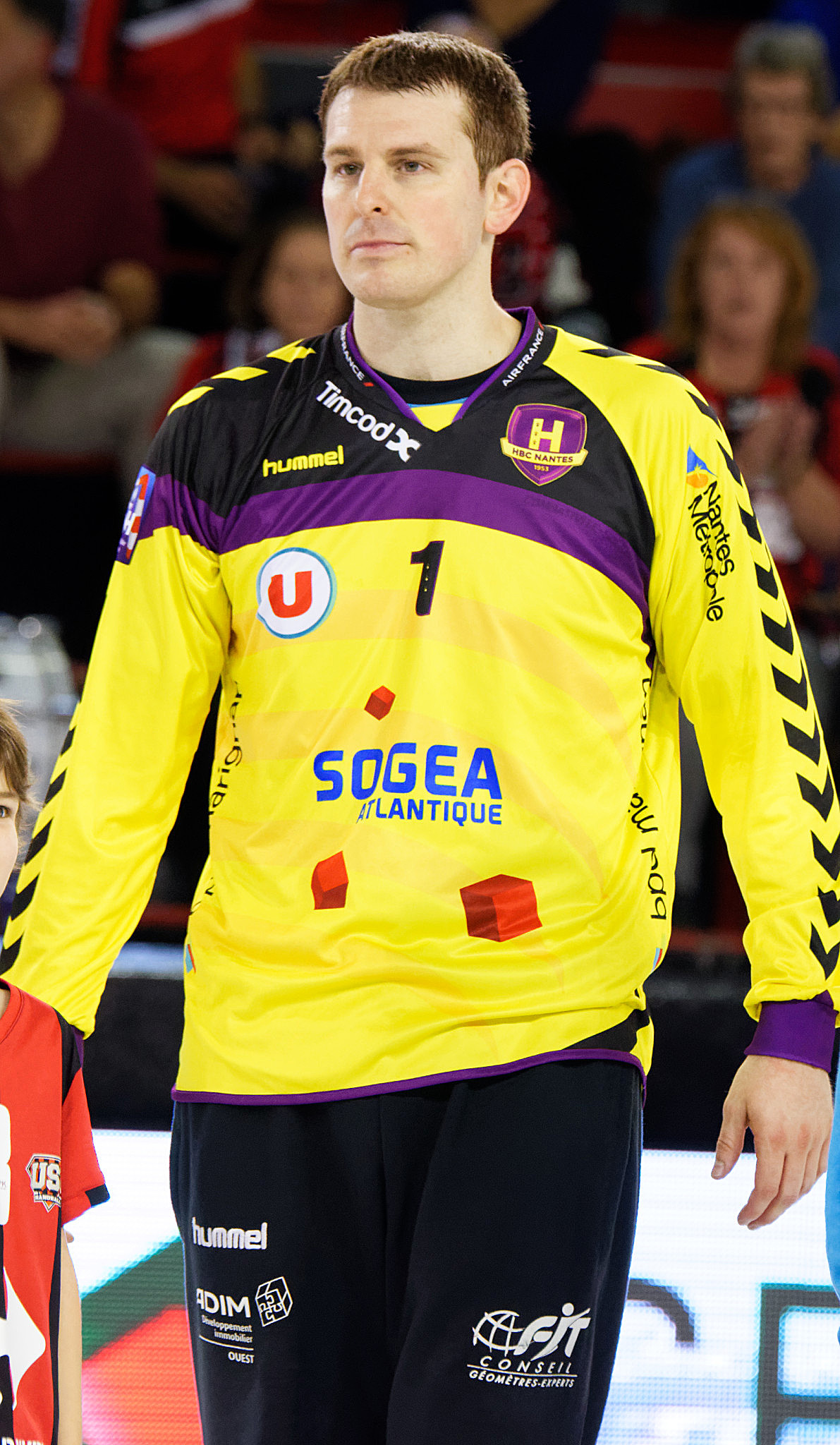
olipiadas

Matías Carlos Schulz (Buenos Aires, 12 de fevereiro de 1982) é um handebolista profissional argentino, atua como goleiro, foi medalha de ouro nos Jogos Panamericanos de Guadalajara 2011.